# Selo pri Bledu
Selo pri Bledu je naselje u slovenskoj Općini Bledu. Selo pri Bledu se nalazi u pokrajini Gorenjskoj i statističkoj regiji Gorenjskoj. 

## Stanovništvo
Prema popisu stanovništva iz 2002. godine naselje je imalo 203 stanovnika.